# Daddala lucilla
Daddala lucilla là một loài bướm đêm trong họ Erebidae.

## Hình ảnh

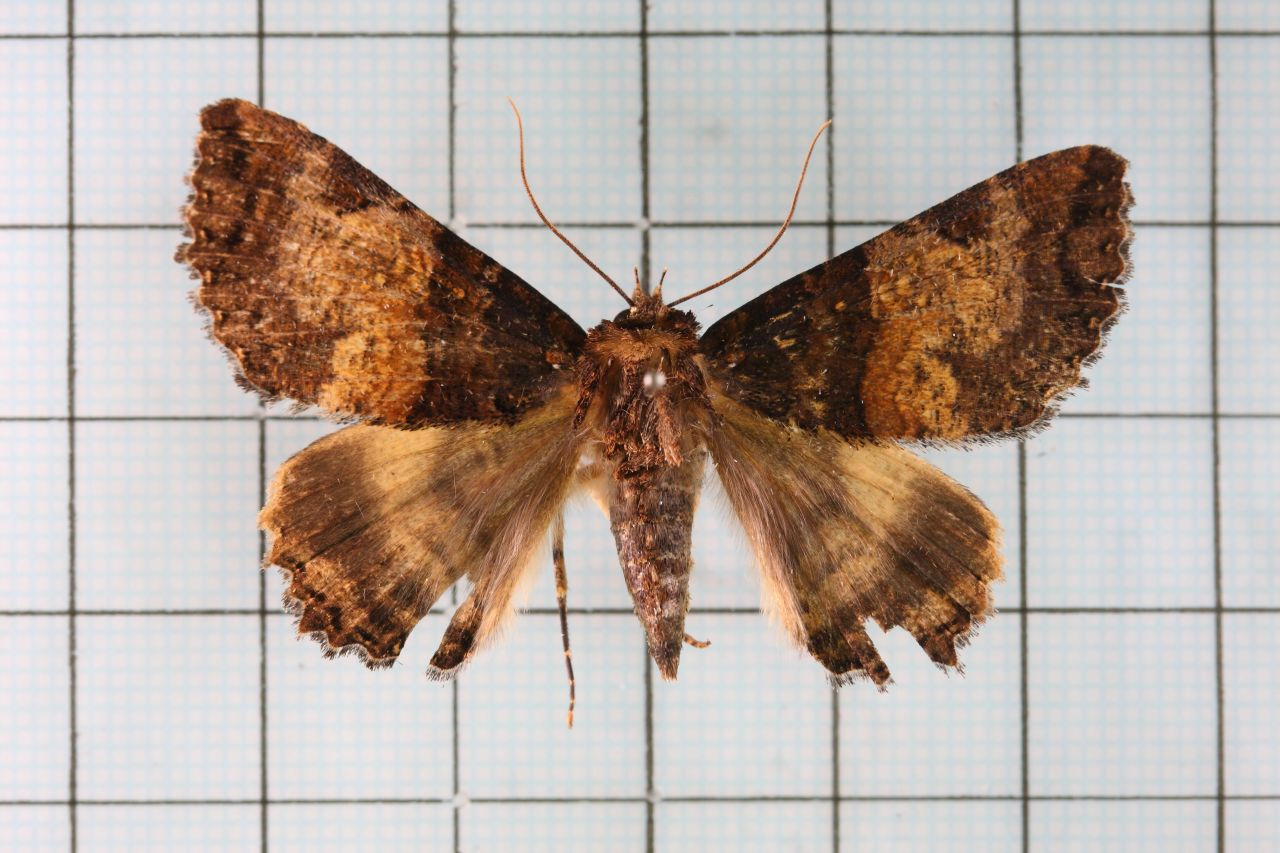
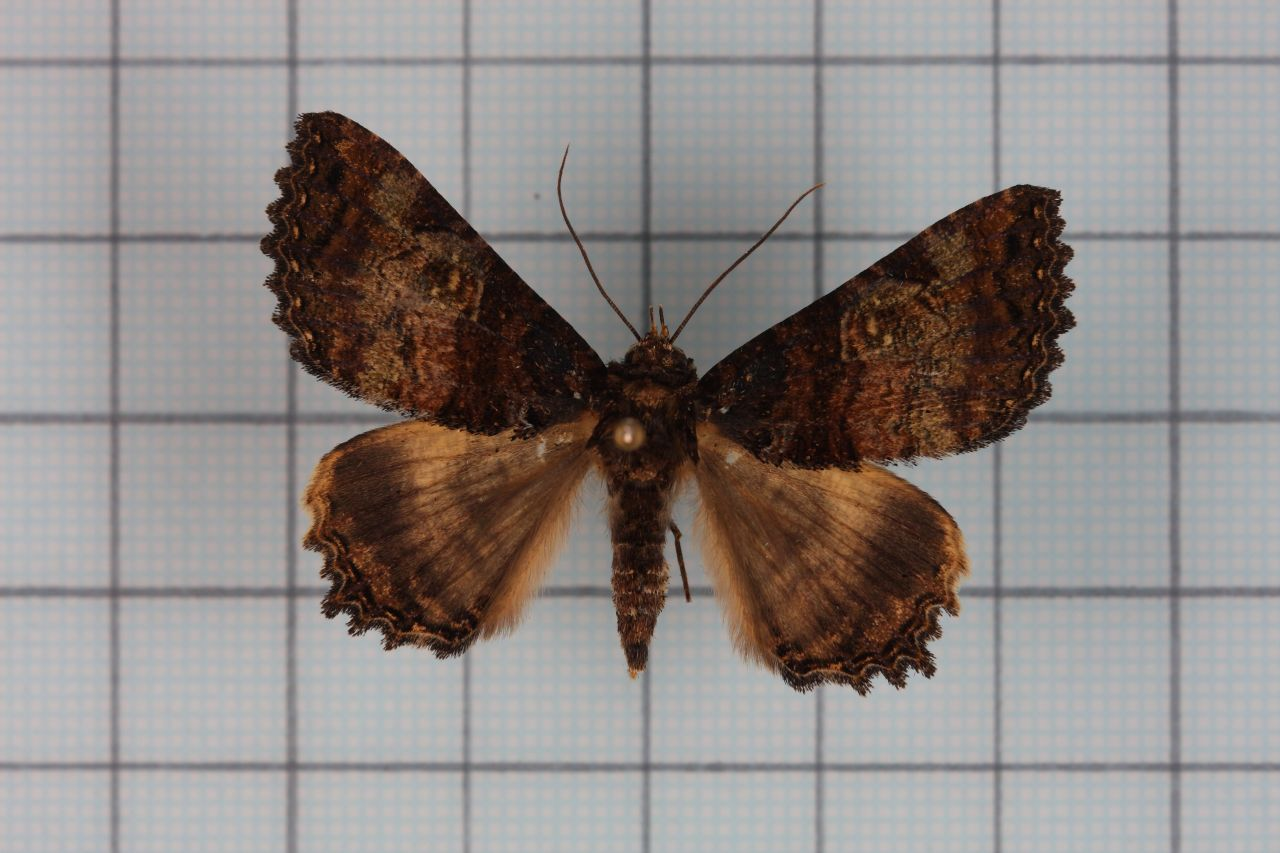
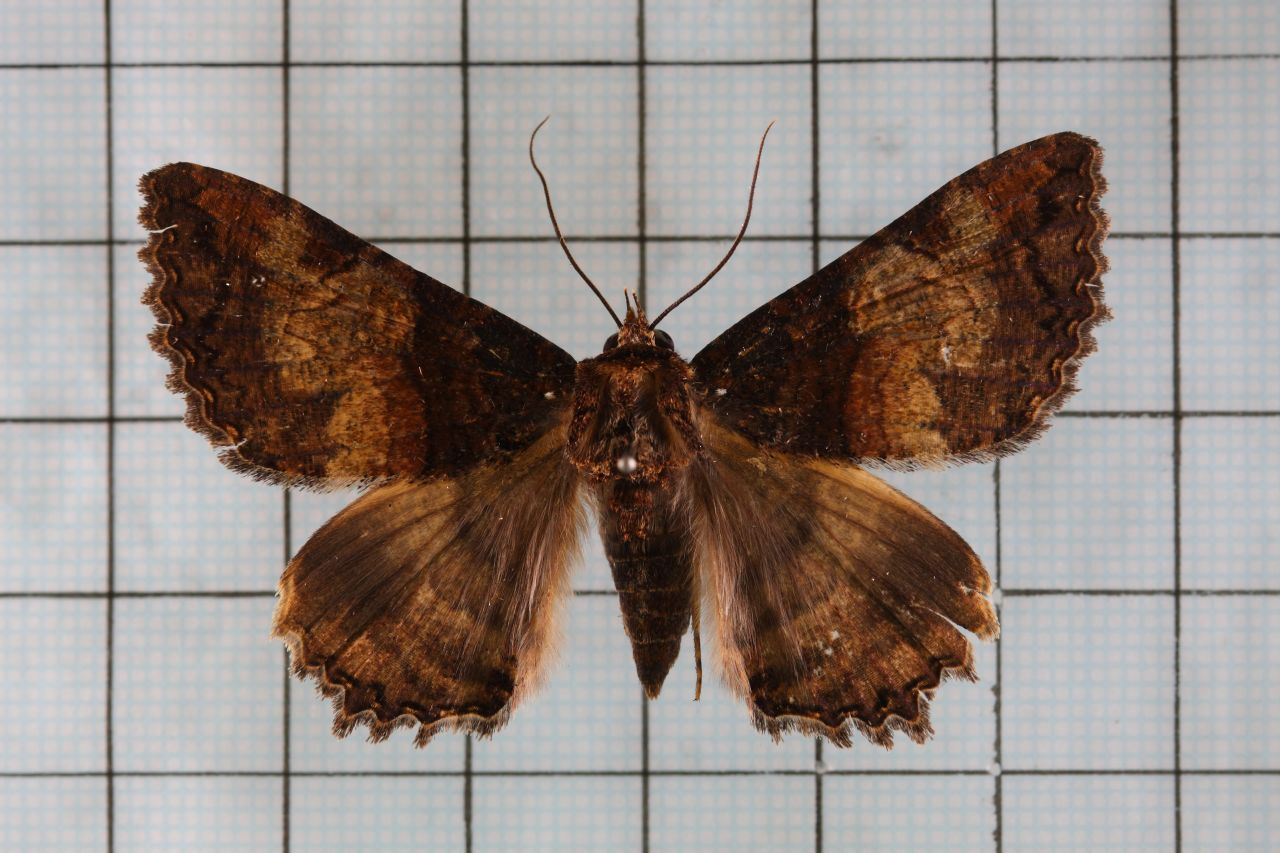
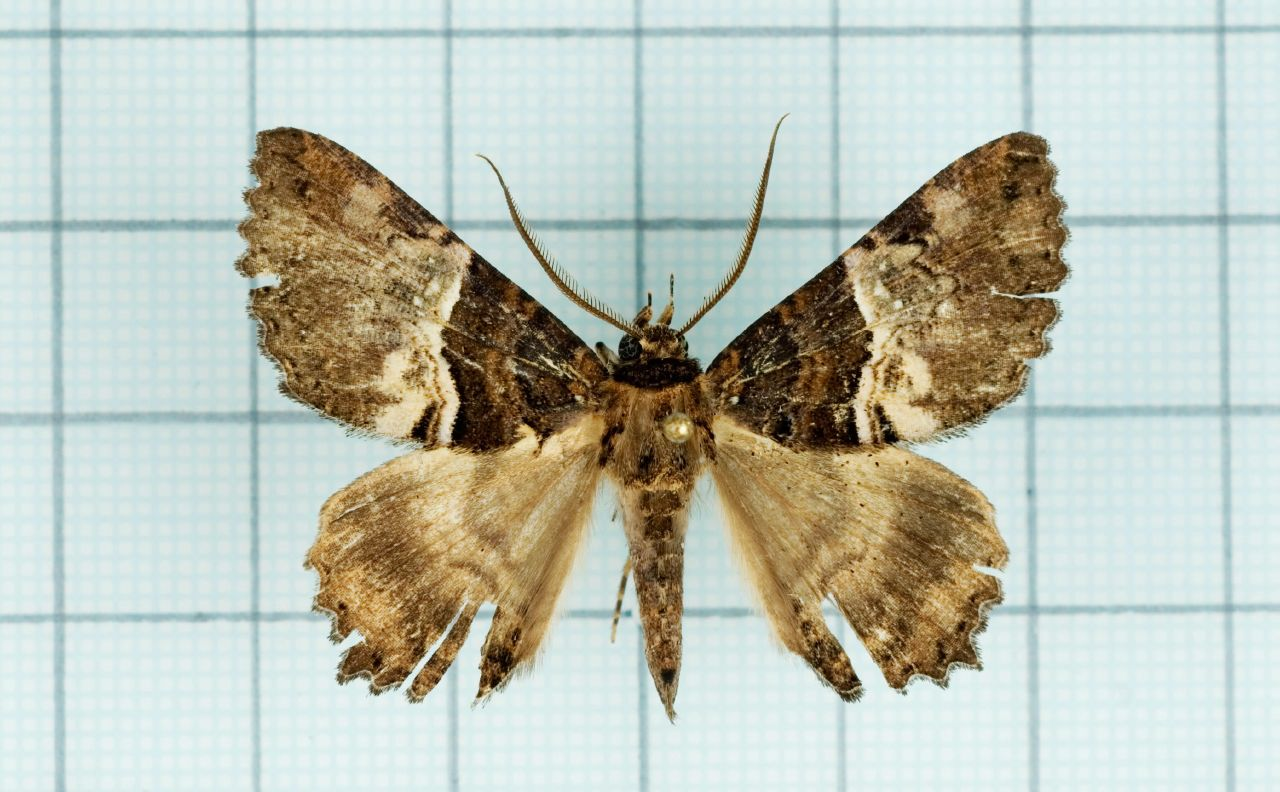